# بي إي سي 611
بي إي سي 611 (بالإنجليزية: PAC611) وهو اسم لمقبس من إنتاج شركة إنتل لتستخدمه في الجيل الثاني من وحداتها إنتيوم 2 للخوادم. ويحتوي على 611 إبرة لوحدة المعالجة المركزية بالإضافة إلى وصلات أخرى للطاقة الكهربائية. ويعتبر خليفة مقبس بي إي سي 418 لسلسلة إنتيوم.